# Slavolok
Slavolok je monumentalna struktura v obliki loka ali oboka z enim ali več prehodi, ki so pogosto namenjeni prehodu preko ceste, od 2. st. pr. n. št. namenjeni v počastitev posameznika ali zgodovinskega dogodka. V svoji najpreprostejši obliki je slavolok sestavljen iz dveh masivnih stebrov, povezanih z lokom, kronanim z ravno entablaturo ali ogredjem, na katerem so lahko nameščeni kipi ali ki nosijo spominske napise. Glavna struktura je pogosto okrašena z rezbarijami, reliefi in posvetili. Bolj izdelani slavoloki imajo lahko več obokov.
Slavoloki so ena izmed najbolj vplivnih in značilnih vrst arhitekture, povezanih z antičnim Rimom. Menijo, da so jih izumili Rimljani, saj se je slavolok uporabljal v spomin na zmagovite generale ali za velike javne prireditve, kot je bila ustanovitev nove kolonije, gradnja ceste ali mostu, smrt člana cesarske družine ali v čast novega cesarja.
Ostanki velikih rimskih slavolokov, kot je Titov slavolok, so navdihnili mnoge kasnejše države in vladarje, vse do danes, da so postavili svoje slavoloke posnemajoč rimske. Slavoloki v rimskem slogu so bili zgrajeni v številnih mestih po vsem svetu, znan je Slavolok zmage v Parizu, Slavolok General Staff v Sankt Peterburgu in Wellingtonov slavolok v Londonu.

## Začetki in razvoj
Prvi slavoloki so bili enoločni, zgrajeni kot polkrožni lok med dvema širokima opornikoma, prek njiju je ležala atika s posvetitveno ploščo, na vrhu pa je bila skulptura ali kvadriga slavljenca (Titov slavolok v Rimu).
V avgustovskem času so bili členjeni s stebri, pilastri, ogredjem, edikulami, streho in še drugimi elementi.
Triločni slavoloki so imeli sredno odprtino višjo od stranskih (Konstantinov v Rimu). Posebna oblika so bili z dvema prehodoma in štiristranskimi odprtinami in je bil odprt na vse strani med štirimi oporniki (grško tetrapylon, lat. quadrifrons 's štirimi čeli') - Tebese, Tripolis.
Od renesanse do 19. st. so bili slavoloki ponovno zgrajeni po rimskem vzoru.

### Rimski slavoloki
Začetki rimskega slavoloka so nejasni, njegov razvoj pa je pogosto povezan s staro rimsko arhitekturo. Da bi v celoti razumeli ta razvoj pa je pomembno, da razumemo pomen temeljnih obokov v rimski civilizaciji. Rimljani so se naučili, kako zgraditi učinkovit lok od Etruščanov, ki so živeli v osrednji Italiji.  To znanje je imelo velik vpliv na arhitekturo rimske civilizacije, saj so Rimljani loke uporabljali tako za akvadukte, amfiteatre, mostove in kupolaste templje. Lok je bil učinkovito uporabljen v različnih vidikih civilizacije in mestne strukture. Zato je mogoče sklepati, da je lok služil kot popoln simbol zmagoslavja. Ker so Rimljani učinkovito izpopolnili to arhitekturno strukturo lahko sklepamo, da je lok simboliziral popolnost in zmago v rimski družbi. Monumentalni oboki so že bili v uporabi več sto let pred Rimljani v civilizacijah kot so bili Hetiti, Asirci, Babilonci in v Mikenah. Etruščani so dovršeno okrasili posamezne loke mestnih vrat ali portalov svojih mest. Ohranjene primere etruščanskih lokov je še vedno mogoče videti v Perugii in Volterri. Dva ključna elementa slavoloka sta lok ali obok in kvadratna preklada - ogredje (entablature), ki je bila že dolgo v uporabi kot samostojen arhitekturni element v antični Grčiji. Grki so razmeroma malo ali nič uporabljali lok. Uporaba je bila omejena na grobnice in kanalizacijo, ker so bile pod zunanjim pritiskom, so pa množično uporabljali entablature v njihovih templjih. Ogredje je bilo bistveni del strukture takšnih stavb in je bilo uporabljeno za izvedbo strehe. Velika novost pri Rimljanih je bila združiti okrogel lok in kvadratno ogredje v eni prosto stoječi strukturi. Stebri so postali zgolj dekorativni elementi na zunanji strani loka, medtem ko so grede, osvobojene vloge podpore stavbe, postale okvir za prikazovanje državljanskih in verskih sporočil, ki so jih graditelji slavolokov želeli posredovati. 
Prvi zabeleženi rimski slavoloki so bili iz časa rimske republike.  Generali, ki jim je bilo dano zmagoslavje so se imenovali triumphators in so si postavili fornices ali častne slavoloke s kipom v spomin zmage. Številni fornices so bili zgrajeni v Rimu v času republike. Lucius Steritinus je postavil dva leta 196 pred našim štetjem v počastitev njegove zmage v Hispanii. Drugega je zgradil Scipio Africanus na Kapitolu leta 190 pred našim štetjem in Quintus Fabius Allobrogicus je zgradil enega v rimskem forumu leta 121 pred našim štetjem.  Nobeden od njih ni ohranjen in o njihovem videzu je malo znanega.
Praksa rimskega triumfa se je bistveno spremenila v začetku cesarskega obdobja, ko je prvi rimski cesar Avgust odredil, da se bo za zmage častilo le cesarja. Izraz fornices se je nenadoma nehal uporabljati in ga je zamenjal z arcus, iz katerega izhaja angleška beseda arch. Ker so bili republikanski fornices zgrajeni na pobudo in stroške triumphatorja, ne da bi potrebovali ali prosili za dovoljenje, so bili cesarski slavoloki postavljeni z odlokom senata. Slavolok se je spremenil iz osebnega spomenika v propagandnega, ki je služil za objavo in spodbujanje prisotnosti vladarja in pravo države. Slavoloki niso bili nujno zgrajeni kot vhodi, vendar - za razliko od mnogih sodobnih slavolokov - so bili pogosto postavljeni na križanju cest in so imeli funkcijo prečkanja skozi in ne okoli slavoloka.
- Titov slavolok v Rimu, zgodnji rimski cesarski slavolok z enojnim prehodom
- Arc de triomphe d'Orange, najstarejši ohranjen trojni rimski slavolok, Orange, Francija
- Porte Noire v Besançonu, enojni lok zelo bogato okrašen z dvema stebroma.
- Slavolok Septimij Sever pri Leptis Magna, štiriločni arcus quadrifrons
- Slavolok Galerius in Rotunda, zgrajen med 298 in 299 in leta 303 namenjen zmagi nad Sasanidi ter zajetju kralja Ktezifona.
- Slavolok Caracalla v Tebessi, Alžirija, zgradil ga je okoli 210 rimski general iz mesta, ki je posvečen cesarju Karakalu.

Večina rimskih slavolokov je bila zgrajena v cesarskem obdobju. Do četrtega stoletja jih je bilo 36 takšnih v Rimu, od katerih so trije ohranjeni: Titov slavolok (leto 81, slavolok Septimija Severa (203-205) in Konstantinov slavolok (312). Številni so bili zgrajeni širom po rimskem cesarstvu. Najbolj pogosti so bili enojni loki, številni so bili zgrajeni kot trojni loki, od katerih je najstarejši ohranjen Arc de triomphe d'Orange (približno leta 21). Iz 2. stoletja so številni primeri arcus quadrifrons - kvadratni slavoloki postavljeni na križpotju, z oboki na vseh štirih straneh, še posebej pogosto zgrajeni v Severni Afriki. Gradnja slavolokov se je v Rimu in Italiji zmanjšala po času Trajana (98-117), v provincah  pa je ostala zelo razširjena med 2. in 3. stoletjem našega štetja. Pogosto so bili postavljeni v spomin na cesarske obiske.
Malo je znanega o tem, kako so Rimljani gledali slavoloke. Plinij starejši je pisal v prvem stoletju našega štetja, da o njih razpravljajo. Zapisal je, da so bili namenjeni »povzdigniti se nad običajni svet« in je slika za spoštovano osebo običajno upodobljeno v obliki kipa s kvadrigo.  Vendar pa so modeli rimskih cesarskih slavolokov, ki so postali vse bolj dodelani in so razvili urejen nabor funkcij, očitno namenjeni dati gledalcu številna sporočila.
Okrasitev lokov je bila namenjena stalnemu vizualnemu spominu na zmagoslavje in zmagovalca. Kot taka se je osredotočila na dejanske slike namesto na alegorije. Fasada je bila okrašena z marmornimi stebri in pomoli in atiko z dekorativnimi oblogami. V vrezane plošče so bile upodobljene zmage in dosežki zmagovalca, prijeti sovražniki ali zmagovite procesije. Trikotni prostor levo in desno nad lokom je bil običajno namenjen boginji zmage, medtem ko je bil na zgornjem delu pogosto napis poimenovanja in hvale zmagovalcu. Pomoli in notranji prehodi so tudi okrašeni z reliefi in samostojnimi skulpturami. Obok je bil kasetiran. Nekateri slavoloki imajo kip ali currus triumphalis - skupino kipov, ki upodabljajo cesarja ali generale s kvadrigo. Napisi na rimskih slavolokih so umetniška dela sama po sebi, z zelo fino rezbarijo, včasih s pozlačenimi črkami. Oblika vsake črke in razmik med njimi je bil skrbno zasnovan za maksimalno jasnost in enostavnost, brez dekorativnih dodatkov, s poudarkom na rimskem okusu po obvladovanju in pravu. To ideja, ki je kasneje postala umetnost tipografije je ostala bistvenega pomena vse do današnjih dni. 
- Zmagovit pohod na Titovem slavoloku prikazuje plen iz Jeruzalema v letu 81
- Friz na Konstantinovem slavoloku kaže Konstantina I. kako deli darila ljudstvu
- Okrašen in kasetiran strop oboka na slavoloku Septimiju Severu
- Galerius (L) napada Narses (D). Slavolok Galerius in Rotunda.

### Postrimski slavoloki
Rimski slavoloki so ostali vir navdušenja tudi po padcu Rima, saj so služili kot opomnik pretekle slave in simbol državne oblasti. V samostanu Lorsch je zgrajena trojno obokana Torhalle (vhodna dvorana) v namerni imitaciji rimskega slavoloka, kar naj bi pomenilo kontinuiteto med karolinškim kraljestvom in njegovim rimskim predhodnikom. Šele s prihodom renesanse je oblast zahtevala, da se sistematično uporablja rimsko dediščino za izgradnjo lastnih slavolokov. Eden prvih je bil slavolok Aragonese v Castel Nuovo pri Neaplju, postavil ga je Alfonz V. Aragonski leta 1443. Podoben je kasnejši Porta Capuana kot del vhoda v grad. Do konca 16. stoletja je slavolok postal tesno povezan z dvornim gledališčem, državnim ceremonialom in vojaškimi utrdbami. Motiv slavoloka je tudi prilagojen in vključen v pročelja javnih stavb, kot so mestne hiše in cerkve. 
Začasni slavoloki iz letev in mavca so bili pogosto postavljeni za kraljev slavnostni prihod. Za razliko od posameznega slavoloka, postavljenega za rimskega osvajalca, so renesančni vladarji pogosto zgradili vrsto lokov, prek katerih so uprizarjali procesije. S tem so določili prostor za gibanje ljudi in označili pomembna mesta, na katerih so bila posredovana določena sporočila. Novoizvoljeni papeži so, na primer, po ulicah Rima izdelali začasne slavoloke posebej za tako priložnost. Loki so bili zgrajeni tudi za dinastične poroke. Ko se je Karl Emanuel I., vojvoda Savojski poročil z infantinjo Catherine Michelle Špansko leta 1585, sta hodila pod začasnimi slavoloki, kar potrjuje povezanost Savojcev in pridruženih dinastij z umetnostjo in arhitekturo slavolokov, s preteklim rimskim cesarstvom.
Slike slavolokov so imele velik pomen. Čeprav so začasne podrli, ko so bili uporabljeni, so bili zabeleženi zelo podrobno v grafikah, ki so bile splošno razširjene in so se ohranile še dolgo potem. Medij za graviranje je dal gledalcu možnost, da je preučil alegorije in napise, ki so bili upodobljeni na slavolokih, kar sicer ne bi bilo mogoče. Včasih upodobljeni slavoloki niso prave strukture ampak le imaginarna predstava kraljeve propagande. Znan primer je bil Ehrenpforte Maximilians Albrechta Dürerja, ki jo je naročil cesar Maksimilijan I. in je bil eden od največjih odtisov kdajkoli narejen, meril je 3,75 m v višino in bil sestavljen iz 192 posameznih listov, ki so opisovali slavolok, ki ni bil nikoli namenjen gradnji. Grafika je bila natisnjena v nakladi 700 izvodov in so jo razdelili in prilepili na stenah mestnih hiš ali knežjih palač.
Francoska želja po izgradnji novih slavolokov kot imperialne ambicije kraljev Bourbonov in Napoleona Bonaparteja je pripeljala do porasta gradnje slavolokov. Daleč najbolj znan iz tega obdobja je Arc de Triomphe Slavolok zmage v Parizu, zgrajen med letoma 1806 - 1836, čeprav se precej razlikuje od svojih rimskih predhodnikov. Opustitev običajnega okrasja stebrov in bistveno spreminjanje ravnovesja loka mu daje izrazit videz teže. Drugi francoski slavoloki so bolj posnemali tiste iz cesarskega Rima: Arc de Triomphe du Carrousel v Parizu na primer, je oblikovan po slavoloku Septimija Severa v Rimu.
Slavoloki so še naprej gradili v moderni dobi, pogosto kot priče o moči in samozagledanosti diktatorjev. Adolf Hitler je načrtoval gradnjo največjega slavoloka na svetu v Berlinu. Slavolok naj bi bil bistveno večji kot kateri koli prej zgrajen, visok 170 m, širok 28 m in globok 119 m  -  dovolj velik da bi se Arc de Triomphe prilegal v njem 49 -krat. Namen je bil, da bi vklesali imena 1,8 milijona mrtvih Nemcev v prvi svetovni vojni. Vendar pa gradnja ni bila izvedena. Severno korejski diktator Kim Il Sung je zgradil največji slavolok na svetu v Pjongjangu leta 1982. Postavljen je bil na mestu kjer je 14. oktobra 1945 Kim Il Sung imel svoj prvi javni govor severnokorejskim ljudem. Okrašen s kipi in reliefi, ki prikazujejo »zmagoviti povratek Velikega voditelja v državi«.
Oblika slavoloka je bila dana tudi za druge namene, zlasti za gradnjo monumentalnih spominskih lokov in mestnih vrat, kot so Brandenburška vrata v Berlinu in Washingtonu Square Arch v New Yorku ali preprosto dobrodošlico kot v Barceloni Barcelona Triumphal Arch, zgrajen kot vhod na sejmišče za svetovno razstavo leta 1888. Čeprav oblikovani kot slavolok, so bili ti zgrajeni za povsem drugačne namene - za spomin na vojne žrtve ali za zagotovitev monumentalnega vhoda v mesto, v nasprotju s praznovanjem vojaških uspehov ali vladarjev.
- Monumento a la Revolución v Ciudad de Mexico, najvišji slavolok na svetu, 1938
- Arch of Triumph v Pyongyang, drugi najvišji slavolok na svetu, 1982
- Porte Saint-Denis, Pariz, zgrajena v spomin zmage Ludvika XIV.
- Začasni slavolok zgrajen v Bukarešti za praznovanje romunske zmage v  Rusko-turški vojni  (1877–1878)
- Wellington Arch v Londonu, zgrajen v spomin na britansko zmago v napoleonskih vojnah
- Arch of Staff Building v Saint Petersburgu, zgrajen v spomin na Rusko zmago nad Napoleonom
- Soldiers' and Sailors' Arch v New Yorku, zgrajen v spomin na zmago ZDA nad konfederacijsko vojsko
- Welsford-Parker Monument, the Confederate Rebellion Britanske zmage v Krimski vojni, Halifax, Nova Škotska
- Siegestor v Münchnu, bavarski vojaški spomenik, uničen v drugi svetovni vojni in delno obnovljen kot opomnik miru